# Rugogaster
Rugogaster är ett släkte av plattmaskar. Rugogaster ingår i familjen Rugogastridae.
Rugogaster är enda släktet i familjen Rugogastridae.
Kladogram enligt Catalogue of Life:
| Rugogaster | \| \| Rugogaster callorhinchi \| \| \| \| \| \| Rugogaster hydrolagi \| \| \| \| |
|            | \| \| Rugogaster callorhinchi \| \| \| \| \| \| Rugogaster hydrolagi \| \| \| \| |
|            | Rugogaster callorhinchi                                                          |
|            |                                                                                  |
|            | Rugogaster hydrolagi                                                             |
|            |                                                                                  |